# Sundoreonectes
Sundoreonectes är ett släkte i familjen grönlingsfiskar (Balitoridae). Släktet omfattar tre arter. Samtliga arter lever på Borneo, med undantag av S. tiomanensis, som lever i granitgrottor i Gunung Kajang, på Tiomanöarna i Malaysia.

## Lista över arter
- Sundoreonectes obesus (Vaillant, 1902)
- Sundoreonectes sabanus (Chin, 1990)
- Sundoreonectes tiomanensis Kottelat, 1990